# Anurophorus asfouri
Anurophorus asfouri är en urinsektsart som beskrevs av Christiansen 1958. Anurophorus asfouri ingår i släktet Anurophorus och familjen Isotomidae. Inga underarter finns listade i Catalogue of Life.